# Hannibal
 For alternative betydninger, se Hannibal (flertydig). (Se også artikler, som begynder med Hannibal)
Hannibal Barkas (punisk: 𐤇𐤍𐤁𐤏𐤋, transskription: Ḥannībaʿl; født 247 f.Kr., død 183 f.Kr.) var en hærfører og statsmand fra det antikke Karthago. Han er kendt for sine bedrifter under den Anden Puniske Krig, hvor han ledte karthagiske styrker  i deres kamp mod den Romerske Republik.
Hannibals far, Hamilcar Barkas, var en af de førende karthagiske general under den Første Puniske Krig. Hans yngre brødre var Mago og Hasdrubal var også militærledere, mens hans svoger – som også hed Hasdrubal – befalede andre karthagiske hære. Hannibal levede i en periode med stor spænding i Middelhavsområdet, udløst af den Romerske Republiks fremkomst som en stormagt som følge af blandt andet Karthagos nederlag i forbindelse med den Første Puniske Krig. Revanchisme herskede efterfølgende i Karthago, symboliseret ved det løfte, Hannibal gav sin far om "aldrig at være en ven af Rom".
I 218 f.Kr. angreb Hannibal Saguntum (det moderne Sagunto, Spanien), som var en allieret af Rom, i Hispania, hvilket udløste den Anden Puniske Krig. Hannibal invaderede efterfølgende romersk Italien ved at krydse Alperne med en stor hær med 37 krigselefanter. I sine første par år i Italien, som leder af en karthagisk og delvist keltisk hær, vandt han en række sejre ved Slaget ved Ticinus, Trebia, Trasimenusøen og Cannae, som alle ledte til store romerske tab. Hannibal var kendt for sin evne til at bedømme både sine egne og modstanderens respektive styrker og svagheder og planlægge slag derefter. Hans velplanlagte strategier gjorde det muligt for ham at erobre og alliere sig med flere italienske byer, der tidligere havde været allierede med Rom. Hannibal besatte det meste af Syditalien i 15 år. Romerne, ledet af Fabius Maximus, undgik at engagere ham direkte, og førte i stedet en udmattelseskrig (kendt som den fabianske strategi). Karthagiske nederlag i Hispania forhindrede Hannibal i at blive forstærket, og han var ude af stand til at vinde en afgørende sejr i Italien. En modinvasion af Nordafrika (Kathagos hovedland), ledt af den romerske general Scipio Africanus, tvang Hannibal til at vende tilbage til Karthago. Hannibal blev til sidst besejret ved Slaget ved Zama i 202 f.Kr., hvilket afsluttede den Anden Puniske Krig med en romersk sejr.
Efter krigen blev Hannibal valgt til embedet som sufet og dermed leder af Karthago. Han gennemførte i denne forbindelse forskellige politiske og finansielle reformer for at kunne betale den krigsskadeerstatning, som Rom havde pålagt Karthago. Disse reformer var upopulære blandt medlemmer af det karthagiske aristokrati og i Rom, hvilket afstedkom at romerne tvang ham i eksil i 195 f.Kr. I denne periode boede han ved det seleukidiske hof, hvor han fungerede som militær rådgiver for Antiochos III i hans krig mod Rom. Antiochos blev besejret ved Slaget ved Magnesia og blev tvunget til at acceptere Roms betingelser. Hannibal flygtede igen, hvilket i første omgang ledte ham til Kongeriget Armenien. Hans flugt sluttede ved Bithyniens hof. Romerne fortsatte presset for at få ham udleveret, hvilket i sidste ende ledte til, at han blev forrådt og derefter begik selvmord ved at forgifte sig selv.
Hannibal betragtes som en af de største militære taktikere og generaler i den vestlige oldtid, sammen med Alexander den Store, Kyros den Store, Julius Cæsar, Scipio Africanus og Pyrrhus. I henhold til Plutarch spurgte Scipio Africanus Hannibal "hvem den største general var", hvortil Hannibal angiveligt havde svaret "enten Alexander eller Pyrrhus, så sig selv".